# شتيفان فاننفيتش
شتيفان فاننفيتش (بالألمانية: Stefan Wannenwetsch)‏ (19 يناير 1992 بلانغناو في ألمانيا - ) هو لاعب كرة قدم ألماني في مركز الوسط. لعب مع إنغولشتات 04 وميونخ 1860 وهانزا روستوك وFC Ingolstadt 04 II ‏.

## روابط خارجية
- شتيفان فاننفيتش على موقع قاعدة بيانات كرة القدم.إي يو (الإنجليزية)
- شتيفان فاننفيتش على موقع بيانات كرة القدم. دي إي (الألمانية)
- شتيفان فاننفيتش على موقع عالم كرة القدم.نت (الإنجليزية)
- شتيفان فاننفيتش على موقع AS.com (الإسبانية)